# Niobio
El niobio es un elemento químico de número atómico 41 situado en el grupo 5 de la tabla periódica de los elementos. Se simboliza como Nb. Es un metal de transición dúctil, gris, blando y poco abundante. Se encuentra en el mineral niobita, también llamado columbita, y se utiliza en aleaciones. Se emplea principalmente aleado en aceros, a los cuales confiere una alta resistencia.

## Historia
El niobio tiene propiedades físicas y químicas similares a las del elemento tántalo, y los dos son, por lo tanto, difíciles de distinguir. El químico inglés Charles Hatchett informó de un nuevo elemento similar al tántalo en 1801 y lo llamó columbio. En 1809, el químico William Hyde Wollaston inglés concluyó erróneamente que el tántalo y el columbio eran idénticos. El químico alemán Heinrich Rose determinó en 1846 que los minerales de tántalo contenían un segundo elemento, que él nombró niobio. En 1864 y 1865, una serie de descubrimientos científicos clarificó que el niobio y el columbio eran el mismo elemento (a diferencia de tántalo), y desde hace un siglo se utilizaron ambos nombres indistintamente. El niobio fue adoptado oficialmente como el nombre del elemento en 1949, pero el nombre de columbio sigue siendo de uso corriente en la metalurgia en los Estados Unidos.
No fue hasta el siglo XX que el niobio fue utilizado por primera vez en el mercado. Brasil es el principal productor de niobio y ferroniobio (una aleación de niobio y hierro). El niobio se utiliza sobre todo en aleaciones, la mayor parte en acero especial igual que el utilizado en tuberías de petróleo y gas. Aunque las aleaciones contienen sólo un máximo de 0,1 %, este pequeño porcentaje de niobio mejora la resistencia del acero. El niobio se utiliza en diversos materiales superconductores. Estas aleaciones superconductoras, también contienen titanio y estaño, que son ampliamente utilizados en los imanes superconductores de escáneres de resonancia magnética. Otras aplicaciones de niobio incluyen su uso en soldadura, industrias nucleares, electrónica, óptica, numismática y joyería. En las dos últimas aplicaciones, su bajo nivel de toxicidad de niobio y su capacidad de ser coloreado por anodización son ventajas particulares. El niobio es un componente importante de los catalizadores de alto rendimiento para la oxidación selectiva de propano a ácido acrílico.

## Propiedades

### Físicas
El niobio es un metal gris, dúctil, y paramagnético que se encuentra en el grupo 5 de la Tabla Periódica. A comparación con el resto de los miembros de este grupo, tiene una configuración atípica en sus capas de electrones más externos.
El niobio se convierte en un superconductor a temperaturas criogénicas. A presión atmosférica, que tiene la temperatura crítica más alta de los superconductores elementales, el niobio tiene mayor profundidad de penetración magnética que cualquier otro elemento. Además, es uno de los superconductores de tipo tres elemental II, junto con vanadio y tecnecio. Las propiedades superconductoras son fuertemente dependientes de la pureza del niobio metal. Cuando es muy puro, es relativamente más blando y dúctil, pero las impurezas hacen que sea más duro. 
El metal tiene una baja sección transversal para los neutrones térmicos, por lo que se utiliza en las industrias nucleares.

### Químicas
El metal adquiere un tinte azulado cuando se expone al aire a temperatura ambiente durante largos períodos de tiempo. A pesar de presentar un alto punto de fusión, en forma elemental (2468 °C), tiene una baja densidad en comparación con otros metales refractarios. Además, es resistente a la corrosión, presenta propiedades de superconductividad, y forma capas de óxido dieléctrico. 
El niobio es un poco menos electropositivo y más compacto que su predecesor en la tabla periódica, el circonio, mientras que es prácticamente idéntica en tamaño a los átomos del tantalio más pesados, debido a la contracción de los lantánidos.
Como resultado, las propiedades químicas del niobio son muy similares a las del tantalio, que aparece directamente debajo del niobio en la tabla periódica. Aunque su resistencia a la corrosión no es tan notable como la del tántalo, el niobio tiene un precio más bajo y una mayor disponibilidad y esto lo hace atractivo para usos menos exigentes, como pueden ser revestimientos en plantas químicas.

### Abundancia
Se estima que el niobio es el 33 º elemento más común en la superficie de la Tierra, con 20 ppm. Algunos piensan que la abundancia en la Tierra es mucho mayor, pero que el niobio "perdido" puede estar situado en el núcleo de la Tierra debido a la alta densidad del metal. El elemento no se encuentra libre en la naturaleza, pero el niobio se produce en combinación con otros elementos minerales. Los minerales que contienen niobio a menudo también contienen tántalo. Los ejemplos incluyen la columbita [(Fe, Mn)Nb2O6] y coltan [(Fe, Mn)(Nb, Ta)2O6]. Los minerales columbita-tantalita (como el coltán) se encuentran generalmente como minerales accesorio en las intrusiones graníticas de pegmatita y en rocas intrusivas alcalinas. Menos comunes son los niobatos de calcio, el uranio, el torio y los elementos de tierras raras. Ejemplos de tales son el pirocloro [(Na, Ca)2Nb2O6(OH, F)] y la euxenita [(Y, Ca, Ce, U, Th)(Nb, Ta, Ti)2O6]. Estos grandes depósitos de niobio se han encontrado asociados con carbonatitas (rocas ígneas carbonatosilicatadas ) y como componente de pirocloro.

## Producción mundial
Datos disponibles de la producción mundial de niobio en 2019, en miles de toneladas por año :
| Puesto | País   | Miles de toneladas |
| ------ | ------ | ------------------ |
| 1      | Brasil | 88,9               |
| 2      | Canadá | 6,8                |
|        | otros  | 1,2                |

## Aplicaciones

### Producción de acero
Los soldadores utilizan el niobio para ligar los componentes de acero inoxidable. Además, los fabricantes de acero agregan pequeñas cantidades de un compuesto de niobio-hierro conocido como ferroniobio para aumentar la fortaleza de sus productos, así como la resistencia a las temperaturas y a la corrosión. El acero combinado con niobio es utilizado ampliamente en las industrias aeroespacial, química, de energía eléctrica y automotriz.

### Imanes superconductores
En aleación con titanio, se puede extrusionar el niobio en un alambre superconductor que luego se puede moldear para formar imanes que no pierden la superconductividad al ser colocados en campos magnéticos externos. También existen aleaciones superconductoras de estanio-niobio y aluminio-niobio. Los metales encuentran su uso en giroscopios para navegación aeroespacial, así como para artefactos de imágenes por resonancia magnética.
Aceleradores de partículas: Los investigadores de la física de alta energía usan algunos aceleradores de electrones que incluyen cámaras moldeadas de niobio puro o aleado. Cuando se enfrían a una temperatura cercana al cero absoluto, estas cámaras de niobio se vuelven altamente magnéticas y superconductoras, lo cual permite a los investigadores aumentar la velocidad de las partículas subatómicas sin usar cantidades crecientes de electricidad.

### Lentes y pantallas de cristal
Revestir el cristal con un finísimo polvo de niobio mejora la habilidad de dicho cristal para difundir la luz sin absorberla ni refractarla. El revestimiento también hace que el cristal sea más resistente al reflejo. El cristal revestido con niobio tiene sus aplicaciones en lentes de cámaras, así como en pantallas de televisores y monitores. El niobio también se utiliza como capa protectora para condensadores cerámicos.

### Lámparas de vapor de sodio
Una aleación de niobio-zirconio sirve como materia prima para la base metálica de algunas lámparas de vapor de sodio. La aleación soporta las altas temperaturas que alcanza la lámpara y no se vuelve frágil con el uso prolongado.

### Joyería
En su estado natural, el niobio tiene un color plateado mate. Cuando el elemento puro se calienta o es pasado a través de un campo eléctrico, sin embargo, puede tomar muchos colores, yendo desde el azul al verde y del dorado al rojo. Esta propiedad ha hecho del niobio una opción con creciente popularidad para los joyeros que desean crear aros, tachas, broches, pendientes y prendedores de metal coloreado.

### Monedas
Dado a su propiedad de cambiar su color mediante el tratamiento de sus capas superficiales, también se emplea en la fabricación de monedas bimetálicas: 25 euros de Austria y 1 Lat en Letonia.

## Nomenclatura
Es denominado niobio en honor de Níobe, hija de Tántalo. Hatchett lo llamó columbio, pero creyó haberlo confundido con el tantalio; el nombre columbio se utiliza todavía en algunos lugares. En 1844, H. Rose lo redescubrió y bautizó con el nombre actual. El nombre de niobio se adoptó por la IUPAC en 1950, 100 años después de que surgiera la controversia; a pesar de todo, la mayoría de los químicos lo llaman niobio, pero muchos relacionados con la metalurgia del elemento (anglosajones) lo siguen llamando columbio.

## Producción y aparición en la naturaleza
La mina más grande de niobio en el mundo se encuentra en Araxá, Minas Gerais, Brasil, propiedad del también productor más grande de Ferroniobio (FeNb) en el mundo, así como de otros productos derivados del niobio. La  compañía se llama CBMM (Companhia Brasileira de Metalurgia e Mineraçao).  
Nunca se encuentra en estado elemental y casi siempre aparece acompañado de tántalo. Representa el 2·10-3% en peso de la corteza. 
Las principales fuentes minerales son: niobita (o columbita), niobita-tantalita y euxenita o policrasa [(Y,Ce,Er,U,Th,Ca,..)(Nb,Ta,Ti,Fe)2O6]. Otros minerales que lo contienen son: samarskita ((Y,Er,Ca,Fe,Mn,Sn,W,U,Ce)[(Nb,Ta)2O7]3). fergusonita [(Nb,Ta)YO4]. Grandes cantidades de niobio se han encontrado asociadas con rocas silicocarbonatadas (carbonatitas).

## Proceso de producción
El mineralogista y químico sueco Christian Wilhelm Blomstrand lo preparó por primera vez en 1864 por reducción: calentando el cloruro en atmósfera de hidrógeno. Hasta 1905 no se obtuvo puro (Bolton).
La obtención del metal implica una primera etapa de separación del tántalo mediante disolventes y la transformación en Nb
2O
5. Este se reduce en dos etapas con carbón; en la primera, a 800 °C, se forma NbC, que en la segunda, a 2000 °C, actúa como reductor del óxido y se produce el metal.
Con más detalle: después de la separación de otros minerales, se obtienen los óxidos mixtos de tantalio Ta2O5 y niobio Nb
2O
5. El primer paso en el procesamiento es la reacción de los óxidos con ácido fluorhídrico:
Ta
2O
5 + 14 HF → 2 H
2[TaF
7] + 5 H
2O
Nb
2O
5 + 10 HF → 2 H
2[NbOF
5] + 3 H
2O
La primera separación a escala industrial, desarrollada por el químico suizo de Jean Charles Galissard de Marignac, explota las diferentes solubilidades de los complejos fluoruros de niobio y tantalio, oxipentafluoroniobato de dipotasio monohidratado (K
2[NbOF
5]·H2O) y heptafluorotantalato de dipotasio (K
2[TaF
7]) en agua. Procesos más nuevos utilizan la extracción líquida de los fluoruros de la solución acuosa mediante solventes orgánicos como la ciclohexanona. Los complejos fluoruros de niobio y tantalio se extraen por separado del solvente orgánico con agua y se precipitan ya sea por la adición de fluoruro de potasio para producir un complejo de fluoruro de potasio, o se precipitan con amoníaco como el pentóxido:
H
2[NbOF
5] + 2 KF → K
2[NbOF
5]↓ + 2 HF
Seguido por:
2 H
2[NbOF
5] + 10 NH
4OH → Nb
2O
5↓ + 10 NH
4F + 7 H
2O
Se utilizan varios métodos para la reducción a niobio metálico. La electrólisis de una mezcla fundida de K2[NbOF5] y cloruro de sodio es uno; el otro es la reducción del fluoruro con sodio. Con este método, se puede obtener un niobio de alta pureza. En la producción a gran escala, Nb2O5 se reduce con hidrógeno o carbono. En la reacción aluminotérmica, una mezcla de óxido de hierro y óxido de niobio reacciona con aluminio:
3 Nb
2O
5 + Fe
2O
3 + 12 Al → 6 Nb + 2 Fe + 6 Al
2O
3
Se añaden pequeñas cantidades de oxidantes como nitrato de sodio para mejorar la reacción. El resultado es óxido de aluminio y ferroniobio, una aleación de hierro y niobio utilizada en la producción de acero. El ferroniobio contiene entre un 60 y un 70% de niobio. Sin óxido de hierro, se utiliza el proceso aluminotérmico para producir niobio. Se requiere una purificación adicional para alcanzar la calidad necesaria para aleaciones superconductoras. La fusión por haz de electrones bajo vacío es el método utilizado por los dos principales distribuidores de niobio.